# فنسنت فان باتن
فنسنت فان باتن (بالإنجليزية: Vincent Van Patten)‏ مواليد 17 أكتوبر 1957 في نيويورك، الولايات المتحدة، هو لاعب كرة مضرب أمريكي سابق بدأ مسيرته كمحترف سنة 1978 وكان يلعب باليد اليمنى، اعتزل اللعب في 1987. أعلى تصنيف له في الفردي كان المركز الـ 26 في سنة 1981. أعلى تصنيف له في الزوجي كان المركز الـ 24 في سنة 1986.

## روابط خارجية
- فنسنت فان باتن على موقع IMDb (الإنجليزية)
- فنسنت فان باتن على موقع ألو سيني (الفرنسية)
- فنسنت فان باتن على موقع أول موفي (الإنجليزية)
- فنسنت فان باتن على موقع قاعدة بيانات الأفلام السويدية (السويدية)
- فنسنت فان باتن على موقع إن إن دي بي (الإنجليزية)
- فنسنت فان باتن على موقع قاعدة بيانات الفيلم (الإنجليزية)
- فنسنت فان باتن على موقع كينوبويسك (الروسية)

- فنسنت فان باتن على موقع رابطة محترفي التنس (الإنجليزية)
- فنسنت فان باتن على موقع الاتحاد الدولي لكرة المضرب (الإنجليزية)
- فنسنت فان باتن على موقع خلاصة التنس.كوم (الإنجليزية)